# توبياس فيب
توبياس فيب (بالنرويجية البوكمول: Tobias Vibe)‏ هو لاعب كرة قدم نرويجي في مركز الدفاع، ولد في 19 أغسطس 1990 في Lødingen Municipality ‏ في النرويج. لعب مع Alta IF ‏.

## وصلات خارجية
- توبياس فيب على موقع اتحاد النرويج (النرويجية)
- توبياس فيب على موقع قاعدة بيانات كرة القدم.إي يو (الإنجليزية)
- توبياس فيب على موقع Soccerway.com (الإنجليزية)
- توبياس فيب على موقع عالم كرة القدم.نت (الإنجليزية)